# James B. Edwards
James Burrows Edwards, född 24 juni 1927 i Hawthorne i Florida, död 26 december 2014 i Mount Pleasant i South Carolina, var en amerikansk republikansk politiker. Han var South Carolinas guvernör 1975–1979 och USA:s energiminister 1981–1982.
Edwards studerade vid College of Charleston, University of Louisville och University of Pennsylvania.
Edwards efterträdde 1975 John C. West som South Carolinas guvernör och efterträddes 1979 av Richard Riley. Som energiminister efterträdde han 1981 Charles W. Duncan och efterträddes 1982 av Donald P. Hodel.